# Jacobus Bellamy

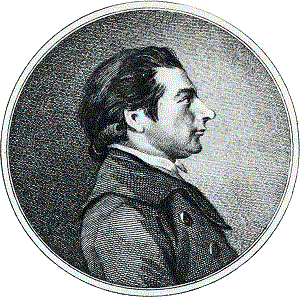
Jacobus Bellamy.

Jacobus Bellamy, född 12 november 1757 och död 11 mars 1786 var en holländsk diktare.
Bellamy var först bagarlärling i sin hemstad Vlissingen och studerade därefter teologi. Han utgav 1782 sin första samling dikter, Gezangen mijner jeugd, som liksom hans senare är präglad av en lättsam ton.